# Alexander Kobylinski
Alexander Kobylinski (* 1964 in Erfurt; † April 2017) war ein deutscher Bürgerrechtler in der DDR und Journalist.

## Leben und Wirken
Alexander Kobylinski besuchte das Friedrich-Schiller-Gymnasium in Weimar. Nach einer kritischen Abschlussrede 1983 wurde er vom Ministerium für Staatssicherheit überwacht. Ein Germanistikstudium wurde ihm verwehrt, und er arbeitete nach dem Abitur zunächst in einem Uhrenkombinat und im Stadtmuseum von Weimar. Zugleich war er im an der Weimarer Jakobskirche beheimateten "Montagskreis" aktiv, der Lesungen, Happenings und Diskussionen, Kunst- und Musikveranstaltungen und Friedenswerkstätten organisierte. Er wurde mehrfach zu Verhören vorgeladen und, nachdem er mit Freunden Flugblätter zur bevorstehenden Wahl in der DDR hergestellt hatte, im Januar 1984 neben drei weiteren Jugendlichen verhaftet. Auf Anraten des Rechtsanwaltes Wolfgang Schnur legten die Jugendlichen ein Geständnis ab und wurden im Juli 1984 zu zwei Jahren Haft wegen "Beeinträchtigung staatlicher oder gesellschaftlicher Tätigkeit" verurteilt und kamen in Chemnitz (damals: Karl-Marx-Stadt) in Haft. 1985 wurden sie von der Bundesregierung freigekauft.
Nach einem Studium der Germanistik, Philosophie und Soziologie an der Georg-August-Universität Göttingen und der Freien Universität Berlin arbeitete Kobylinski ab 1994 als Fernsehjournalist für den Rundfunk Berlin-Brandenburg (rbb). Ab 2004 recherchierte er für das Fernsehmagazin Kontraste zum Thema Rechtsextremismus. Für NPD auf dem Vormarsch – Wie Rechtsextreme in den Kommunen Wahlerfolge erzielen wurde er 2004 mit dem Deutschen Civis-Fernsehpreis ausgezeichnet. Mit Caroline Walter veröffentlichte er die Reportage Patient im Visier. Ab 2012 lebte er als freier Autor in Berlin. Nach Gesprächen mit Wolfgang Schnur und Aktenstudium veröffentlichte er 2015 das Buch Der verratene Verräter. Wolfgang Schnur: Bürgerrechtsanwalt und Spitzenspitzel. Einen Film zu dem Buch realisierte Kobylinski in seinem letzten Lebensjahr. Es wurde im November 2017 vom rbb gesendet.

## Schriften (Auswahl)
- Patient im Visier: Die neue Strategie der Pharmakonzerne, Hoffmann und Campe 2017, ISBN 978-3-455-50151-3
- Der verratene Verräter. Wolfgang Schnur: Bürgerrechtsanwalt und Spitzenspitzel, Mitteldeutscher Verlag 2015, ISBN 978-3-95462-438-6